# Scipio Colombo
Scipio Colombo (* 25. Mai 1910 in Vicenza, Italien; † 13. April 2002 in Gernsbach, Deutschland) war ein italienischer Opernsänger in der Stimmlage Bariton.

## Leben

### Ausbildung und Werdegang
Scipio Colombo studierte zunächst Philosophie an der Universität Padua, bevor er zur Musik fand. Einem Violinstudium bei Orlando Sabbatini und Vasco Zaccaria in Mailand folgte eine kurze Tätigkeit als Violinist in Opernorchestern. Dann jedoch fand er während seines Gesangsstudiums am Conservatorio Giuseppe Verdi in Mailand, das bei Giuseppe Venturini und Giuseppe De Luca (Rom) den Abschluss fand, seinen Weg als Opern-Bariton. Mehrere gewonnene Wettbewerbe, unter anderem am Teatro Sperimentale in Alessandria (Piemont), ebneten ihm den Weg zu seinem erfolgreichen Debüt 1937 als Marcello in La Bohème (Puccini).

### Mitwirkung an Uraufführungen und Premieren
Während des Zweiten Weltkrieges sang er in den meisten der großen Opernhäusern in Italien, einschließlich der Mailänder Scala. Im Jahr 1947 sang er dort in der Erstaufführung von Prokofjews Die Liebe zu den drei Orangen, und Brittens Peter Grimes, später Poulencs Gespräche der Karmelitinnen. Ferner wirkte er bei den Uraufführungen des Canticum Sacrum von Igor Strawinsky im Jahr 1956 und Ildebrando Pizzettis Cagliostro (Mailand, 1953) mit. Bekannt wurde er auch durch seine Rollengestaltung in zeitgenössischen italienischen Werken, vor allem in Dallapiccolas Il prigioniero (Florenz, 1950).

### Internationale Karriere
Auftritte an der Wiener Staatsoper (Tosca, Troubadour, Rigoletto von G. Verdi) und im Royal Opera House Covent Garden in London (Tosca, Puccini) sowie in Aix-en-Provence (Don Giovanni, Figaros Hochzeit und Cosi fan tutte, W. A. Mozart) und bei Bregenzer Festspielen machten ihn international bekannt. Scipio Colombo sang nahezu alle großen Bariton-Rollen des italienischen Repertoires; Rigoletto, di Luna, Germont, Graf Almaviva, Don Giovanni, Guglielmo, Lescaut, Marcello, Cavaradossi – insgesamt finden sich über 80 große Rollen in seinem persönlichen Werkverzeichnis. Er trat in nahezu allen bekannten Opernhäusern Europas, wie der Mailänder Scala, dem Teatro dell’Opera in Rom, dem Teatro San Carlo in Neapel, dem Théâtre Royal de la Monnaie in Brüssel und weiteren Opernhäusern, sowie beim Maggio Musicale in Florenz, auf.

### Lehrtätigkeit im Alter
Ab 1959 war er als Gesangspädagoge tätig, unter anderem lehrte er an der Musikhochschule in Karlsruhe und an der Musikakademie in Basel. Zu seinen Studenten in Karlsruhe gehörte der spätere Schlagersänger und Entertainer Tony Marshall. Noch bis ins hohe Alter unterrichtete Colombo in seinem zurückgezogenen, aber idyllisch gelegenen Haus in Gernsbach-Scheuern Gesangsschüler, darunter die Mezzosopranistin Xenia Maria Mann, die Mezzosopranistin Eva Günschmann und den Operntenor Jeroen Bik.